# Phyllophaga pusillidens
Phyllophaga pusillidens är en skalbaggsart som beskrevs av Henry Clinton Fall 1937. Phyllophaga pusillidens ingår i släktet Phyllophaga och familjen Melolonthidae. Inga underarter finns listade i Catalogue of Life.